# Лингвоним
Лингво́ним (от лат. lingua «язык» и др.-греч. ὄνυμα «имя, название»; также глоттоним, глоссоним) — название, применяемое для языков и связанных с ними лексических единиц (языковых разновидностей) — диалектов, говоров, языковых семей и т. д. Тесно связано с термином «этноним». К 1980-м годам в мире зафиксировано свыше 20 000 лингвонимов для обозначения различных типов языковых общностей.
Изучение лингвонимов, так же как и изучение этнонимов, имеет важное значение для исследований в области истории языка, социолингвистики и этнографии.
Раздел языкознания, занимающийся изучением вопросов происхождения, формирования, структуры и функционирования названий языков, диалектов и т. д. называется лингвонимика.

## Общие сведения
К основным типам лингвонимов относят:
- названия языковых семей (иногда соотносимых с макроэтнонимами):
  - названия макросемей («ностратические языки», «афразийские языки», «нигеро-конголезские языки» и т. п.);
  - названия семей («индоевропейские языки», «сино-тибетские языки», «австронезийские языки» и т. п.);
- названия языковых групп («славянские языки», «италийские языки», «тайские языки»), нередко связанные с названиями территории распространения: «италийские языки — Италия», «тайские языки — Таиланд»;
- названия языков («русский язык», «французский язык», «лакский язык»), как правило, соотносимые с этнонимами или этнотопонимами: «французский язык — Франция», «лакский язык — лакцы»;
- названия диалектных групп и диалектов.

Особые таксоны в составе лингвонимов (сток, или надсемья, и фила) используются в классификации папуасских языков, например, «трансновогвинейская фила», «сток Квомтари».
Понятие «лингвонима» охватывает не только язык и единицы, находящиеся выше по уровню (языковые макросемьи, семьи, подсемьи, ветви, группы и т. д.) или ниже по уровню (наречия, диалекты, говоры и т. д.), но и единицы, находящиеся вне генетической классификации: смешанные языки, тайные языки, социолекты, искусственные языки и т. п.
Названия лингвонимов часто соотносятся с той или иной языковой общностью, в то же время существует (прежде всего, в Азии, Африке, Океании и Америке) большая группа лингвонимов (названия диалектов, диалектных групп, а также языков), принадлежность которых к какой-либо языковой общности не установлена.
Не соотносятся с этнонимами лингвонимы, образующие особую группу креольских языков и пиджинов («крио», «пиджин-инглиш», «ток-писин» и т. д.), служащих средством межэтнического общения.
Лингвонимы могут быть историческими, применяемыми к определённому периоду развития языка («древнерусский язык», «старорусский язык», современный «русский язык»; «древнегреческий язык», «новогреческий язык»), а также локальными, то есть применяемыми на определённой территории, например, лингвоним «молдавский язык» часто рассматривают как название румынского языка на территории Молдавии. Некоторые лингвонимы могут быть полисемантичными, то есть обозначать сразу несколько понятий. Например, лингвоним «славенский» в XIX веке в России мог означать и праславянский, и церковнославянский и какой-либо из южнославянских языков.

## Связанные термины
Важнейшим термином, тесно связанным с названием «лингвоним», является термин «лингвонимия», обозначающий совокупность языков мира или их разновидностей в одном языке, в языковой группе и т. д.
Другим важным понятием является термин «таксон», который определяет уровень языковой иерархии типа «язык» ← «наречие» / «диалект» ← «говор».
Термин «детерминатив» обозначает часть лингвонима, который употребляется вместе с таксоном и определяет его. Например, «русский» по отношению к таксону «язык», «южнорусское» по отношению к таксону «наречие», «рязанская» по отношению к таксону «группа говоров» и т. п.
Производным от термина «лингвоним» является понятие «макролингвоним», которое используют для названия таксономических единиц выше уровня «язык»: для обозначения подгрупп, групп, ветвей, семей языков. К ним относятся такие лингвонимы, как «лехитская подгруппа языков», «западнославянская группа языков», «славянская ветвь языков», «индоевропейская семья языков» и т. п.

## Славянские лингвонимы
Как и в большинстве языков мира структура лингвонимов в славянских языках изначально формировалась как двукомпонентная, состоящая из таксона и определяющего его детерминатива — «детерминатив + таксон»: «русский язык», «севернорусское наречие», «вологодская группа говоров»; «словацкий язык» (slovenský jazyk), «западнословацкий диалект» (západoslovenský dialekt), «верхнетренчинские говоры» (hornotrenčianske nárečie) и т. п. При этом в польском языке в отличие от всех остальных славянских языков таксон, как правило, предшествует детерминативу: język polski «польский язык», dialekt wielkopolski «великопольский диалект», gwary chełmińsko-dobrzyńskie «хелминско-добжинские говоры». При образовании детерминатива лингвонима во всех славянских языках используется суффикс -ск-. В XVIII веке в русском языке для лингвонимов применялся также суффикс -ическ- («коптический язык», «кельтический язык»), но он сравнительно быстро вышел из употребления.
Позднее в ряде славянских языков (чешском, словацком, верхнелужицком, нижнелужицком, словенском и отчасти в польском и кашубском) появилась однокомпонентная модель лингвонима: čeština «чешский язык», slovenčina «словацкий язык», hornjoserbšćina «верхнелужицкий язык», dolnoserbšćina «нижнелужицкий язык», slovenščina «словенский язык», polszczyzna «польский язык», kaszёbizna «кашубский язык». При этом во всех этих языках наряду с однокомпонетным лингвонимом употребляется двукомпонентный: český jazyk — čeština, slovenský jazyk — slovenčina, hornjoserbska rěč — hornjoserbšćina, dolnoserbska rěc — dolnoserbšćina, slovenski jezik — slovenščina, język polski — polszczyzna, kaszëbsczi jãzëk, kaszëbskô mòwa — kaszёbizna. В сербском языке подобная модель не развилась, попытки ввести эту модель в хорватский язык также были безуспешными. Однокомпонентные лингвонимы в сербохорватских языках встречаются редко, находясь на периферии лингвонимического пространства, в частности, они употребляются в названии наречий параллельно с двукомпонентными названиями: kajkavsko narječje, kajkavština, kajkavica «кайкавское наречие», čakavsko narječje, čakavština, čakavica «чакавское наречие».
В русском языке основной для лингвонима является двукомпонентная модель, употребление однокомпонентной модели для широко известных языков является очень редким: «латынь», «санскрит»; шире однокомпонентная модель применяется для языков, требующих таксономического подтверждения: «(язык) африкаанс», «(язык) хинди» и т. д. Лингвонимы типа «кайкавщина» имеют различную семантику и наряду с понятием «кайкавское наречие» могут обозначать также «кайкавскую культуру», «кайкавскую традицию» и т. п.
Славянские лингвонимы имеют различную основу:
- этнонимическая основа является, по-видимому, наиболее древней: «русский язык» — «русские»; «сербский язык» (српски језик) — «сербы» (срби); «болгарский язык» (български език) — «болгары» (българи); «гуцульские говоры» (гуцульський говір, гуцульські говірки) — «гуцулы» (гуцули);
- топонимическая основа (производные от топонимов, возможно, через этнонимический этап): «украинский язык» — «Украина»; «белорусский язык» — «Белая Русь, Белоруссия»; часто по топонимической модели образуются лингвонимы научного происхождения, связанные с диалектным членением того или иного славянского языка: «ладого-тихвинская группа говоров», «среднеподнепровские говоры» (середньонаддніпрянські говірки);
- этнонимическо-топонимическая основа является смешанной и включает как этнонимы, так и топонимы одновременно, например, «серболужицкие языки» (в.-луж. serbska rěč, н.-луж. serbska rěc) — «сербы» (н.-луж. Serby, в.-луж. Serbja), «Лужица» (в.-луж. Łužica, н.-луж. Łužyca);
- географическая основа характеризует лингвонимы научного происхождения, прежде всего лингвонимы уровня ниже, чем «язык» (наречия, диалекты, говоры): «западная группа говоров южнорусского наречия», «степные говоры юго-восточного наречия» (степовий говір південно-східного наріччя); часто географическая основа является только частью детерминатива и дополняет уже имеющееся указание на какой-либо конкретный язык: «севернорусское наречие», «восточнословацкий диалект» (východoslovenský dialekt, východoslovenské nárečia), «западномакедонский диалект» (западномакедонско наречје);
- лингвонимы на основе лингвистических особенностей:
  - на основе фонетико-лексических элементов: «штокавское наречие» (штокавски дијалекат, štokavsko narječje), «кайкавское наречие» (kajkavsko narječje, kajkavština, kajkavica), «чакавское наречие» (čakavsko narječje, čakavština, čakavica) по огласовке местоимения «что» — што или шта (što, šta), кай (kaj), ча (ča); «лемковские говоры» по специфически лемковскому слову лем «только» (но и по названию субэтноса — «лемки»), бойковские говоры по специфически бойковскому словосочетанию бо є «только» (но и по названию субэтноса — «бойки»);
  - на основе нарицательных слов различной семантики;
- созданные при помощи контаминации: «руссенорск» — «русский» и «норвежский» (norsk);
- на основе функциональных особенностей (в соответствии с предназначением): «церковнославянский язык».

Большинство славянских языков сохраняют лингвоним языка-предка: «древнечешский язык» → «чешский язык», «древнепольский язык» → «польский язык». Некоторые языки изменяют его с течением времени: «белорусский язык» и «украинский язык», но «русский язык» и «русинский язык» ← «древнерусский язык».
В разные периоды развития многие славянские языки могли иметь иные лингвонимы или различного рода дублеты. Например, русский язык в XVIII—XIX веках назывался также «российским» и «великорусским».
Белорусский язык в XVI веке преимущественно назывался «русским языком» (это название сохранялось до XIX века), до XVII века был употребителен лингвоним «простой язык» (проста мова), в XVIII веке распространяются такие лингвонимы, как «литовский язык» («литовская мова»), «литовско-русский язык». В XIX веке помимо этих лингвонимов в научной литературе по отношению к белорусскому языку используют такие термины, как «рус(ь)кий язык», «руски езык», «руская мова», «русинский язык» («русинская мова»), «рутенский язык», «кривичский язык», «славяно-литовский язык», «польско-русский язык». В конце XVIII — начале XIX века получает распространение лингвоним «белорусское нарҍчіе», он постепенно вытесняет все прочие наименования, а в XX веке закрепляется лингвоним «белорусский язык».
Из всех славянских языков самую устойчивую лингвонимию имеет польский язык.

## История появления термина
Впервые предложения о необходимости введения термина для единого обозначения лексического пласта, связанного с названиями языков, диалектов и прочих единиц (по аналогии с термином «этноним» в этнографии), появляются в середине XX века. В советской лингвистике был принят гибридный термин «лингвоним», включающий латинскую часть «лингво-» (lingua — язык) и греческую часть «-оним» (ὄνυμα — имя, название). От чисто греческого варианта типа «глоттоним» или «глоссоним» отказались для соблюдения симметрии терминологии в двух научных дисциплинах: этнография / этнология — «этноним»; лингвистика — «лингвоним». Первая публикация о новом термине появилась в 1973 году, а в 1978 году была издана работа «Очерки по общей и русской лингвонимике». Позднее предложенный термин был включён в издание «Лингвистического энциклопедического словаря» 1990 года. В англоязычных и немецкоязычных работах по лингвистике в 1970-х и 1980-х годах был предложен термин glottonym или glossonym.

## История изучения
Одним из первых собраний лингвонимов была работа швейцарского учёного К. Геснера 1555 года, в которой описывалось около 20 названий языков и около сотни народов, говорящих на этих языках. В сочинении К. Дюре 1613 года было отмечено 55 названий языков. В XVIII и XIX веках с развитием языкознания значительно возрастает число новых лингвонимов, в немецком «Восточном и западном указателе языков» 1748 года перечислены около 200 лингвонимов (обозначающих ка языки, так и диалекты), в испанском «Каталоге языков известных народов…» 1800—1806 годов отмечено около 300 лингвонимов. В издании «Митридат, или всеобщее языкознание» 1806—1817 годов представлена молитва «Отче наш» на 500 языках и диалектах. В XIX веке начинают издавать списки языков по отдельным регионам мира.
В России в 1787—1789 годах была издана книга «сравнительные словари всех языков и наречий…», подготовленная П. С. Палласом. В ней содержались материалы по 200 языкам, во втором издании 1790—1791 годов — по 272 языкам и диалектам. В 1820 году в Санкт-Петербурге был издан «Обзор всех известных языков и диалектов» Ф. П. Аделунга, в нём содержались сведения о 3064 лингвонимах, зачастую сведения в этом издании были ошибочными.
В XX веке перечни языков мира публикуются, как правило, в соответствии с генетической классификацией, отражающей происхождение и близость языков друг другу. Наиболее известными работами, содержащими обзоры лингвонимов, являются «Языковые группы Земного шара» Ф. Н. Финка (1909), «Языковые семьи и языковые ветви Земли» В. Шмидта (1923), «Языки мира» под редакцией А. Мейе и М. Коэна (1924), «Языки Земли» А. Кикерса (1931) и многие другие справочники и энциклопедии.